# Can Roca (Terrassa)
Can Roca és un barri de la part septentrional de Terrassa, al districte 5 o del Nord-oest, situat al Pla de Can Roca, vora el marge esquerre de la riera de Can Bogunyà (més endavant anomenada riera del Palau) i travessat pels torrents d'en Sala i d'en Pere Parres, tributaris seus. Té una superfície de 0,25 km² i una població de 3.833 habitants el 2021.
Està limitat al sud per l'avinguda de Béjar i el Passeig Lluis Muncunill i a l'est pel carrer de Berga. Els límits nord (avinguda de Lacetània) i oest (riera de Can Bogunyà, ronda de Ponent) són més aviat imprecisos, ja que és una de les àrees d'expansió de la ciutat. Limita amb els barris germans del Pla del Bon Aire i Poble Nou - Zona Esportiva.
Depèn de la parròquia de la Santa Creu, al barri de Sant Pere. La festa major és el 23 de juny, la vigília de Sant Joan.
A l'avinguda de Béjar, vora l'avinguda del Parlament, s'hi ha construït l'estació de Terrassa Nacions Unides, que és la terminal de la línia Barcelona-Vallès dels Ferrocarrils de la Generalitat de Catalunya, anomenada en aquest tram Metro de Terrassa. L'estació està situada vora el parc de les Nacions Unides, del qual agafa el nom, que amb 30.000 m² és el tercer més gran de la ciutat.

## Història
Al final de la dècada del 1960 es va crear una cooperativa de treballadors de l'empresa AEG que va edificar un bloc de pisos en aquesta part del nord de la ciutat, el pla de Can Roca, una zona travessada per tres torrents. En un començament la barriada es va conèixer com els pisos de Sant Eloi però més endavant va adoptar la denominació del mas que dona nom a una extensa àrea de la ciutat, situat al sud d'aquest barri.
El 1978 els residents de la zona es van agrupar en l'associació de veïns de Can Roca per mirar de trobar solucions a la degradació del barri.
A finals dels 90 es va començar a construir una altra part del barri al sud de l'Avinguda Béjar fins a l'Estadi Olímpic, coneguda com a Can Roca I (o Can Roca Olímpica). Més tard, a principis dels anys 2000, es construeix la zona més nova del barri, entre l'antic barri de Sant Eloi (ara agrupat dins de Can Roca) i els pisos de Bonaire. Aquesta nova zona era coneguda com Can Roca II, per diferenciar-la del sector Can Roca I (o Can Roca Olímpica) que més tard seria agrupat com a barri diferenciat passant a formar part del vell Poble Nou - Zona Esportiva.
Avui dia és un barri que experimenta un fort creixement, amb la construcció constant de pisos en direcció al Pla del Bon Aire (abans separat un bon tros de Can Roca, i avui sense solució de continuïtat) i cap al nord i l'oest.
Actualment aquest sector consta de tres barris; Can Roca (Sant Eloi i els nous pisos de les Nacions Unides), Bon Aire (terrenys de l'antiga Masia de Can Roca) i Can Roca - Zona Olímpica (antigament era part del barri però es va decidir que formés part de Poble Nou - Zona Esportiva).
El barri disposa d'un gran nombre de serveis, les escoles de primària (Escola Enxaneta, Serra de l'obac) l'escola bressol Coloraines i l'institut de secundària Can Roca.